# Alexandru Caraman
Alexandru Akimovici Caraman (în rusă Александр Акимович Караман) (n. 26 iulie 1956, satul Cioburciu, raionul Slobozia, RSS Moldovenească) este un om politic din Transnistria, care a îndeplinit funcția de vicepreședinte al auto-proclamatei Republici Moldovenești Nistrene (1991-2001).

## Biografie
Alexandru Caraman s-a născut la data de 26 iulie 1956, în satul Cioburciu din raionul Slobozia aflat în Transnistria (RSS Moldovenească), în familia unor profesori de naționalitate moldovenească. După absolvirea școlii secundare, a intrat ca student la Institutul de Stat de Medicină din Chișinău, ale cărui cursuri le-a absolvit în anul 1978, specializându-se în chirurgie și neuropatologie.
După absolvirea facultății, a fost angajat în anul 1978 ca medic intern la Clinica nr. 4 din Chișinău. Între anii 1980-1982 a îndeplinit funcția de ca instructor de partid în orașul Tiraspol. Începând din anul 1982 a lucrat ca activist comunist de partid în raionul Slobozia, fiind delegat la cel de-al 17-lea Congres al Partidului Comunist din RSS Moldovenească. El s-a declarat împotriva acceptării de către Partidul Comunist a libertății presei și a criticat toleranța pe care partidul a arătat-o față de publicațiile anticomuniste .
Caraman a participat la proclamarea unilaterală a independenței Republicii Moldovenești Nistrene la data de 2 septembrie 1990, fiind ales în funcția de vicepreședinte al Sovietului Suprem Interimar și de președinte al Sovietului Naționalităților .
Alexandru Caraman a candidat pentru postul de vicepreședinte al auto-proclamatei Republici Moldovenești Nistrene în tandem cu președintele Igor Smirnov la alegerile prezidențiale din 1 decembrie 1991 și 23 decembrie 1996, fiind ales ca vicepreședinte al republicii separatiste. La alegerile din 9 decembrie 2001, Igor Smirnov nu l-a mai desemnat pe Caraman drept candidat pentru funcția de vicepreședinte, preferându-l pe Serghei Leontiev.
El a absolvit cursurile  Academiei pentru Servicii de Stat de pe lângă președinția Federației Ruse, obținând titlul de candidat în științe (master), cu lucrarea de dizertație intitulată „Crearea și dezvoltarea unor formațiuni statale pe teritoriul fostei Uniuni Sovietice“, în care a abordat trei studii de caz: Transnistria, Abhazia și Nagorno-Karabah .
Printr-un decret din 22 martie 2002 al președintelui Smirnov, Alexandru Caraman a fost numit în funcția nou-creată de   ambasador plenipotențiar al auto-proclamatei Republici Moldovenești Nistrene în Federația Rusă și în Republica Belarus , cu rang de ministru.
În cepând din anul 2005, Alexandru Caraman este consilier al deputatului Grigore Mărăcuță.

## Opinii politice
„Noi ne vedem într-o uniune cu Ucraina, Rusia și Belarus. (...) Noi nu corespundem cu planurile NATO, noi suntem orientați politic către Rusia. (...) Noi nu excludem ca într-un viitor noi să reducem câte ceva din suveranitatea noastră și Moldova să se dezică de acele declarații unilaterale că Republica Moldovenească Nistreană este un județ al Republicii Moldova cu un nivel de autonomie culturală. O federalizare nu se poate concepe decât între doi subiecți egali - Republica Moldova și Transnistria. Și dacă, vreodată, Basarabia se va decide să revină la România, noi să putem să ne despărțim fără lacrimi și fiecare să meargă pe drumul propriu .”—Alexandru Caraman